# Síndrome de deleção do 1p36
Síndrome de Delecção do 1p36 (também conhecido por monossomia 1p36) é uma doença genética congénita caracterizada por deficiência mental moderada a grave, atraso no crescimento, hipotonia, convulsões, capacidade de fala limitada, malformações, perda auditiva e de visão, e distintas características faciais. Os sintomas variam, consoante a localização da delecção.
Esta doença é causada por deleção genética (perda de uma parte do ADN) no braço curto (p) do cromossoma 1 (humano). É uma das síndromes de deleção mais comuns. Estimativas internacionais dizem que acontece em 1 em cada 5,000 a 10,000 nascimentos (em Portugal apenas são conhecidos dois casos). O conhecimento da doença aumentou muito nos últimos anos, principalmente porque mais pacientes foram diagnosticadas com precisão, e foi descrito na literatura médica internacional.

## Características
Certas características faciais dos pacientes com síndrome de delecção do 1p36 foram consideradas como características da doença, tendo alguns pacientes sido diagnosticados apenas com base na aparência facial. Essas características podem incluir microcefalia, olhos pequenos e profundos, nariz chato e ponte nasal achatada, orelhas pequenas e mais abaixo ou em posição assimétrica, boca pequena com os cantos para baixo e um queixo pontudo. Características apontadas noutro estudo médico fontanela ("moleirinha") grande, com fecho tardio em 85% dos pacientes e assimetria facial.

## História
Os primeiros casos da doença foram descritos na década de 80. No entanto, uma vez que muitos desses pacientes também tinham outros problemas a nível genético, os sintomas variavam amplamente. A razão pela qual demorou tanto a ser considerada uma doença independente, foi porque os testes genéticos de rotina não detetavam estas deleções de tamanhos tão pequenos. Tecnologias de análise de ADN como FISH e MLPA ajudaram no diagnóstico e reconhecimento desta síndrome nos anos 90.

## Genética
A síndrome de delecção do 1p36 é uma desordem congénita genética causada pela delecção (falta ou apagamento) do material genético na zona distal do braço curto do cromossoma 1 (humano).  O cromossoma 1 é o maior cromossoma humano e representa cerca de 8% do total do DNA nas células humanas. O "p" significa braço curto do cromossoma e vem da palavra "petite". '36' é a localização da delecção no cromossoma.

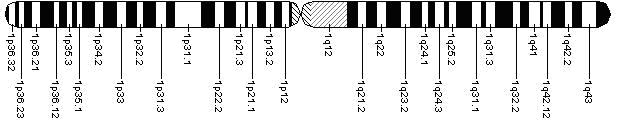
Cromossoma 1 humano

Os intervalos para a Síndrome de Delecção do 1p36 são variáveis, os mais comuns são encontrados entre 1p36.13 e 1p36.33. 40 por cento de todos os pontos de interrupção ocorrem de 3-5.000.000 pares de base do telómero . O tamanho da delecção (falha\falta do material genético) varia de aproximadamente 1,5 milhões de pares de base para mais de 10 milhões. Estudos têm sugerido que quanto maior a exclusão, maior a gravidade dos sintomas exibidos no paciente, mas ainda não foi comprovado definitivamente.
A maioria das deleções no cromossoma 1p36 são novas mutações, que ocorrem antes da fertilização, durante a formação dos gâmetas (óvulos ou espermatozoides). Há também relatos de pacientes com síndrome de delecção do 1p36, cujos pais têm uma translocação equilibrada ou simétrica. Isto significa que uma porção do cromossoma é transferidos para outro cromossoma, ou seja têm a parte "36" do cromossoma 1, anexado num local alternativo. Quando isso ocorre, a divisão celular cria gâmetas com falhas no braço curto do cromossoma 1, na localização 36.
Em novas mutações (de novo), o mecanismo que causa estas falhas nos cromossomas é desconhecida. Deleções de origem paterna (pai) são maiores do que as deleções decorrentes do cromossoma materno (mãe). A maioria das deleções são de origem materna, embora nem sempre se consiga descobrir a origem.  Não parece haver diferenças nas manifestações clínicas (sintomas ou condições observáveis como resultado de 1p36), dependendo se a delecção está no cromossoma paterno ou materno.

## Preocupações com a saúde

### Atraso no desenvolvimento
A maioria das crianças com síndrome de deleção do 1p36 tem atraso no desenvolvimento. São crianças que se sentam, andam e falam mais tarde do que as outras crianças.  A fala é gravemente afetada, com muitos pacientes de aprendizagem limitada a apenas algumas palavras. Foi inicialmente pensado que o grau do atraso e da capacidade de aquisição de linguagem complexa estava dependente do tamanho da delecção. Relatos de suave dificuldade de aprendizagem em crianças com deleções menores têm sugerido que pode haver uma correlação entre o tamanho da delecção e da capacidade mental, no entanto, isso requer mais investigação e pesquisa.  A pesquisa recente da Dra. Lisa Shaffer mostrou, contudo, que não há correlação entre o tamanho da delecção e do grau de atraso de desenvolvimento.

### Comportamento
Muitas crianças com este síndrome têm problemas comportamentais. Algumas das crianças manifestam problemas comportamentais que incluem:
explosões temperamentais, bater ou atirar com objetos, bater em pessoas, episódios de gritos e comportamentos auto-agressivos (morder os pulsos, bater com a cabeça ou atiram-na para a frente e para trás fortemente). Em algumas crianças também tem sido notado comportamentos autistas.
Os pais descrevem como característica o amor pela água embora não haja ainda um estudo sobre isto.

### Dificuldades Alimentares
Muitas crianças têm disfagia orofaríngea que é caracterizada pela dificuldade em engolir. Outros problemas na alimentação incluem dificuldade na sucção (o que torna a amamentação muito difícil ou impossível), refluxo e vómitos na infância.  Muitos dos casos requerem uma sonda nasogástrica ou gástrica para serem alimentados.

### Cérebro
Ressonâncias magnéticas ao cérebro têm documentado atrofia cerebral, que é caracterizada pela perda de neurónios e das ligações entre os mesmos. Também esta documentado problemas no sistema ventricular do cérebro, tal como assimetria ventricular e aumento ventricular. Hidrocefalia também foi diagnosticada em crianças com a síndrome de delecção do 1p36, isto é um aumento do liquido existente no cérebro. Hiperreflexia que é definido como reflexos hiperactivos ou demasiados reflexos no corpo, foi encontrada também em muitos pacientes. Muitas crianças também têm epilepsia que é um distúrbio do cérebro que resulta em recorrentes convulsões não provocadas.

### Microcefalia
Microcefalia é uma doença em que a circunferência da cabeça é menor do que a média por pessoa de idade e sexo. A maioria das crianças com microcefalia também têm um cérebro pequeno e atraso mental. Alguns dos sinais e sintomas mais comuns associados com microcefalia, são convulsões, má alimentação, choro agudo alto, atraso mental, atraso do desenvolvimento e aumento da movimentação de braços e pernas.

### Problemas de visão
Os problemas que afetam a visão nas crianças com este sindrome são amplos e incluem:
- Estrabismo: Doença na qual quando observando um objeto longínquo os olhos não apontam na mesma direção.
- Paralisia do 6º nervo (?): Visão dupla
- Erros de refracção: Erros de refração incluem miopia, hipermetropia, astigmatismo (uma deformação da curvatura da córnea) e presbiopia (incapacidade de manter uma imagem clara ou focar quando os objetos são movidos para maior proximidade). Estes distúrbios oculares podem ser corrigido com óculos ou lentes de contacto.
- Hipermetropia: Quando os olhos são muito pequenos e têm que focar em demasia para ver claramente.
- Cataratas: Uma catarata é uma opacidade no olho.
- Nistagmo: Caracterizada por oscilações repetidas dos olhos.
- Defeitos na glândula lacrimal: A glândula lacrimal é onde são criadas as lágrimas.
- Desatenção visual: Definida como uma falta de atenção visual, como o fixar e acompanhar os movimentos de objectos.

### Características faciais distintas
As crianças com síndrome de delecção  do 1p36 são indivíduos únicos, mas têm algumas características distintas faciais em comum, tais como:
- Fontanela grande: A fontanela é a comummente chamada "moleirinha", que é o ponto mole entre os ossos do crânio quando nascem. Nestas crianças o fecho da fontanela dá-se mais tarde.
- Queixo pequeno e pontudo
- Nariz achatado e ou ponte nasal larga
- Orelhas pequenas, mais abaixo e ou assimétricas: Orelhas mais abaixo que o normal e por vezes pequenas. Podem também não ter o mesmo tamanho e forma e estarem em posições diferentes (uma mais acima que a outra).
- Olhos profundos
- Hélices das orelhas espessas: As hélices das orelhas são os anéis exteriores das orelhas em cartilagem.
- Fissuras das pálpebras curtas e pequenas ou obliquas: As fissuras das pálpebras são o espaço entre a pálpebras superior e inferior, ou abertura dos olhos.
- Hipoplasia: O meio da face encontra-se subdesenvolvido o que leva a que o rosto pareça côncavo. O nariz parece estar "afundado" e os olhos estão afastados e por vezes são saídos.
- Boca pequena com cantos virados para baixo
- Deformações faciais como fenda palatina: è muito comum que o feto desenvolva deformidades faciais ao nível do lábio superior, gengivas, e céu da boca. Crianças com 1p36 têm por vezes fissuras orofaciais envolvendo os lábios e\ou palato e úvula.

### Crescimento
Existem alguns problemas de crescimento associados à síndrome de delecção do 1p36. Um dos mais comuns é o atraso no crescimento e a dificuldade de ganhar peso. Apesar de algumas crianças comerem bem, mesmo assim têm dificuldades em aumentar o peso e no crescimento. Ao mesmo tempo algumas crianças desenvolvem hiperfagia, que é comer em excesso, e por consequência desenvolvem obesidade. Clinicamente falando estas crianças assemelham-se às crianças com Síndrome de Prader-Willi.
- Hipotonia: Hipotonia é uma baixa de tónus muscular ou tónus muscular muito diminuído. Isto explica o atraso motor nas crianças com 1p36.
- Hipotiroidismo: O hipotiroidismo é a produção insuficiente da hormona da tiroide. Os sintomas incluem o ganho de peso, obstipação, pele seca e sensibilidade ao frio. Cerca de um terço das crianças com a síndrome têm essa função baixa da tiroide, chamada de hipotiroidismo, e leva ao desacelerar do metabolismo e fadiga.
- Defeitos cardíacos:
  - Cardiomiopatia infantil: Cardiomiopatia dilatada (CMD) é uma doença do músculo do coração, que faz o coração expandir-se e bombear com menos intensidade o sangue. Isso faz com que líquido se acumule nos pulmões, que, portanto, ficam congestionados, o que resulta numa sensação de falta de ar. As crianças com DCM, devido à síndrome de deleção do 1p36 geralmente não pioram com o tempo, embora alguns deles possam precisar de continuar a tomar medicação.
  - Cardiopatia congênita: PCA ou Persistência do canal arterial: É um dos defeitos estruturais cardíacos mais comuns nas crianças com esta síndrome. É uma doença na qual o vaso sanguíneo de ligação entre a artéria pulmonar e a aorta na circulação fetal permanece aberto após o nascimento. O defeito, muitas vezes corrige-se a si mesmo vários meses após nascimento, mas podem requerer o uso de substâncias químicas, a colocação de "plugs" através de cateteres, ou o fecho cirúrgico.
  - Tetralogia de Fallot: É um defeito do septo ventricular, um buraco entre ambas as câmaras inferiores (ventrículos) do coração. Este defeito pode pode causar menor fluxo de sangue para os pulmões, a mistura de sangue rico em oxigénio e pobre em oxigénio dentro do coração, e baixos níveis de oxigénio no sangue. Quando os níveis de oxigénio são baixos, a pele do bebé, dedos ou lábios têm um tom azulado. A isto chama-se cianose.
- Risco aumentado de Neoplasia: As alterações a nível de cromossomas nesta síndrome, principalmente deleções, foram relatados para poder ocorrer vários tipos de tumores, tumores esses que podem ser benignas ou malignas.  A região 1p36 contém um número de genes supressores de tumores, que são genes que atuam para impedir o crescimento celular.  A supressão de um ou mais destes genes podem causar cancro. Algumas das doenças são neuroblastoma, cancro da próstata, cancro do pulmão, melanoma, cancro do colo do útero, cancro da mama, cancro do cólon, cancro do ovário, e Linfoma não-Hodgkin. Não quer dizer que as crianças com a síndrome de delecção do 1p36 vão desenvolver qualquer espécie de cancro, mas é uma teoria que tem sido estudada.
- Hipoplasia genital: hipoplasia genital é o subdesenvolvimento da região genital. Alguns dos problemas genitais em crianças com 1p36 são:
  - Criptorquidia: Quando um ou ambos os testículos não descem para o escroto.
  - Escroto muito grande: Uma doença na qual o escroto envolve o pénis.
  - Genitais pequenos

### Dilatação do sistema coletor renal
O sistema de recolha é a estrutura que recolhe a urina diretamente a partir do tecido renal por meio da uretra para a bexiga. Anormalidades estruturais renais são raras em ambos os sexos.

### Perda auditiva
A perda auditiva afeta cerca de dois terços dos pacientes com síndrome de delecção do 1p36. Pode ser de diferentes tipos. A perda auditiva neurossensorial é um tipo de deficiência auditiva causada por um dano que ocorre na orelha interna (cóclea) ou nervo usado para audição (nervo vestibulococlear). Perda auditiva condutiva é uma perda de audição associada ao funcionamento do ouvido externo ou médio. Vai desde uma perda leve em frequências diferentes, a perda severa em todas as frequências.

### Puberdade
A Puberdade em crianças com a síndrome de delecção do 1p36 pode ser precoce, normal, ou tardia.

### Deformidades da coluna vertebral
Apenas algumas deformidades foram encontradas nas crianças com 1p36, sendo elas:
- Cifoescoliose: Combinando uma curvatura lateral com curvar para a frente da arte superior da coluna.
- cifose postural: Foi encontrada como efeito secundário da hipotonia das crianças com 1p36.

## Tratamentos e terapia
Embora a Síndrome de Delecção do 1p36 possa ser debilitante em muitos aspetos, os pacientes respondem a vários tratamentos e terapias. Estes incluem os seguintes:
Linguagem gestual:  Porque poucos indivíduos com esta síndrome desenvolvem linguagem complexa, uma forma alternativa de comunicação é fundamental para o desenvolvimento. A maioria dos pacientes podem aprender sinais básicos para comunicar as suas necessidades e desejos. Esta aprendizagem parece reduzir a sua frustração e pode reduzir as tendências de se magoarem a eles mesmos.
Música: A música mostrou-se muito útil para ajudar as crianças com síndrome de delecção do 1p36 em várias áreas de desenvolvimento. Serve não só como um excelente estimulo auditivo, como as músicas com ações ajudam as crianças a desenvolver capacidades motoras e de coordenação.
Fisioterapia: Devido ao baixo tónus muscular, os pacientes com esta doença demoram a aprender a rebolar, sentar, gatinhar e andar. No entanto a fisioterapia regular mostrou resultados no que diz respeito ao encurtamento do tempo necessário para adquirirem estas capacidades.
- texto segundo o último acordo ortográfico da língua portuguesa